# Nocturnal Koreans
Nocturnal Koreans è il quindicesimo album in studio del gruppo musicale inglese Wire, pubblicato nel 2016.

## Tracce
1. Nocturnal Koreans – 2:58
2. Internal Exile – 2:54
3. Dead Weight – 3:03
4. Forward Position – 3:11
5. Numbered – 3:29
6. Still – 2:30
7. Pilgrim Trade – 4:50
8. Fishes Bones – 3:02